# Vranov nad Topľou
Vranov nad Topľou és una ciutat d'Eslovàquia. Es troba a la regió de Prešov, és capital del districte de Vranov nad Topľou.

## Història
La primera referència escrita de la vila data del 1270.

## Demografia
| Godina             | 1994   | 2004   | 2014   | 2024    |
| ------------------ | ------ | ------ | ------ | ------- |
| Nombre de persones | 23.900 | 23.036 | 22.898 | 20.262  |
| Diferència         |        | −3,61% | −0,59% | −11,51% |

| Godina             | 2023   | 2024   |
| ------------------ | ------ | ------ |
| Nombre de persones | 20.488 | 20.262 |
| Diferència         |        | −1,10% |

## Persones il·lustres
- Ján Figel' (1960): polític eslovac

## Galeria d'imatges

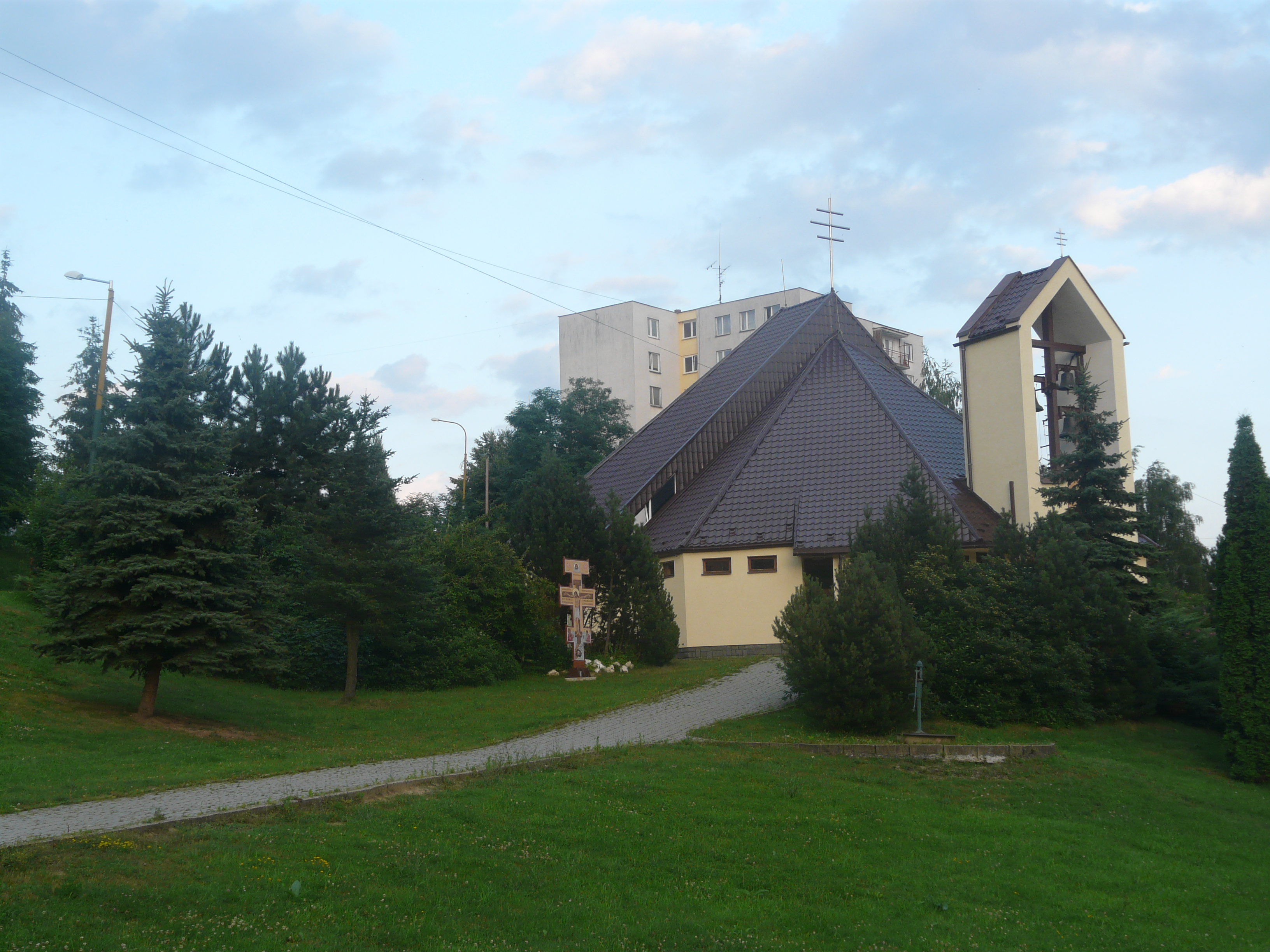
Església grecocatòlica
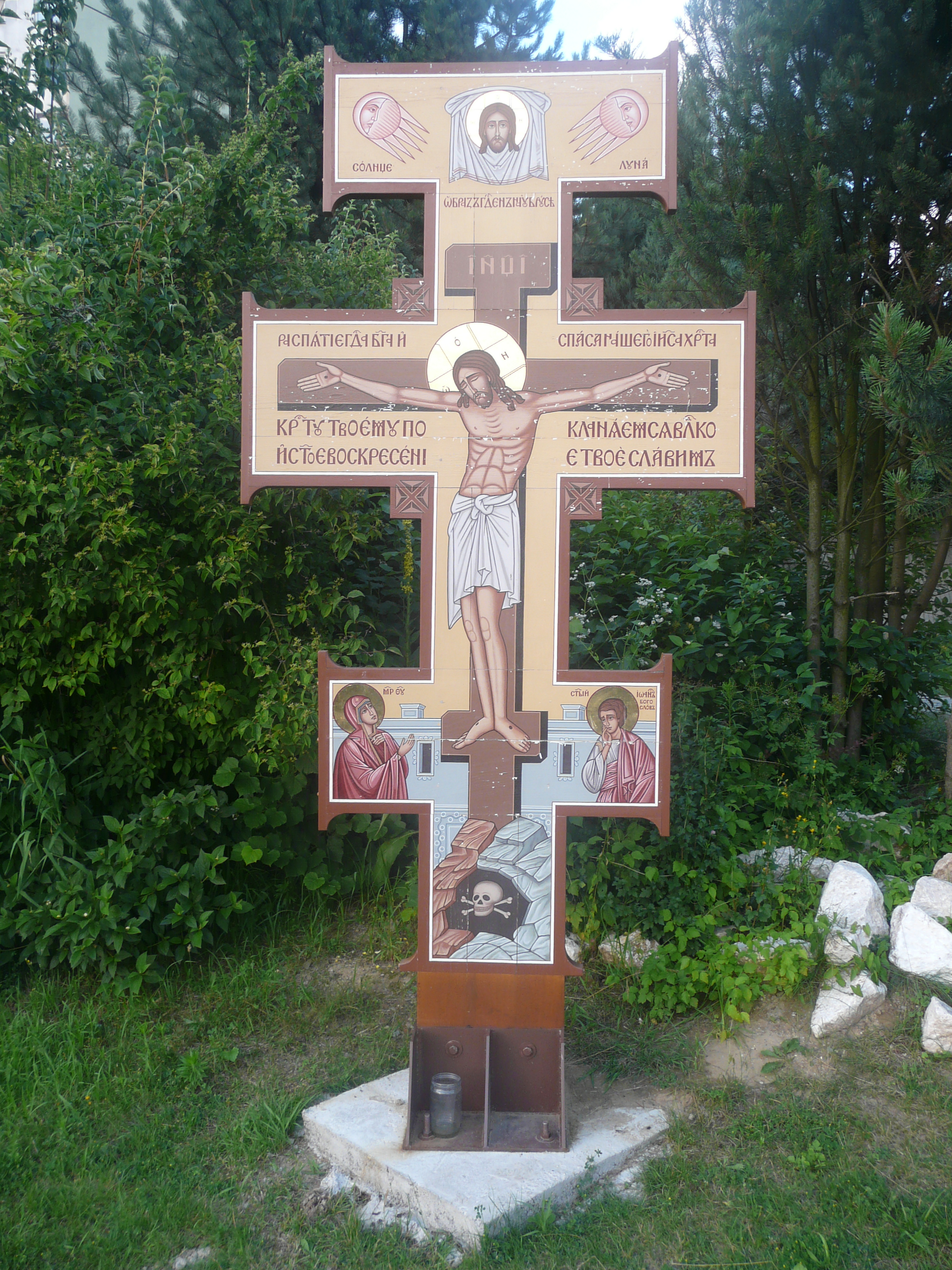
Creu grecocatòlica
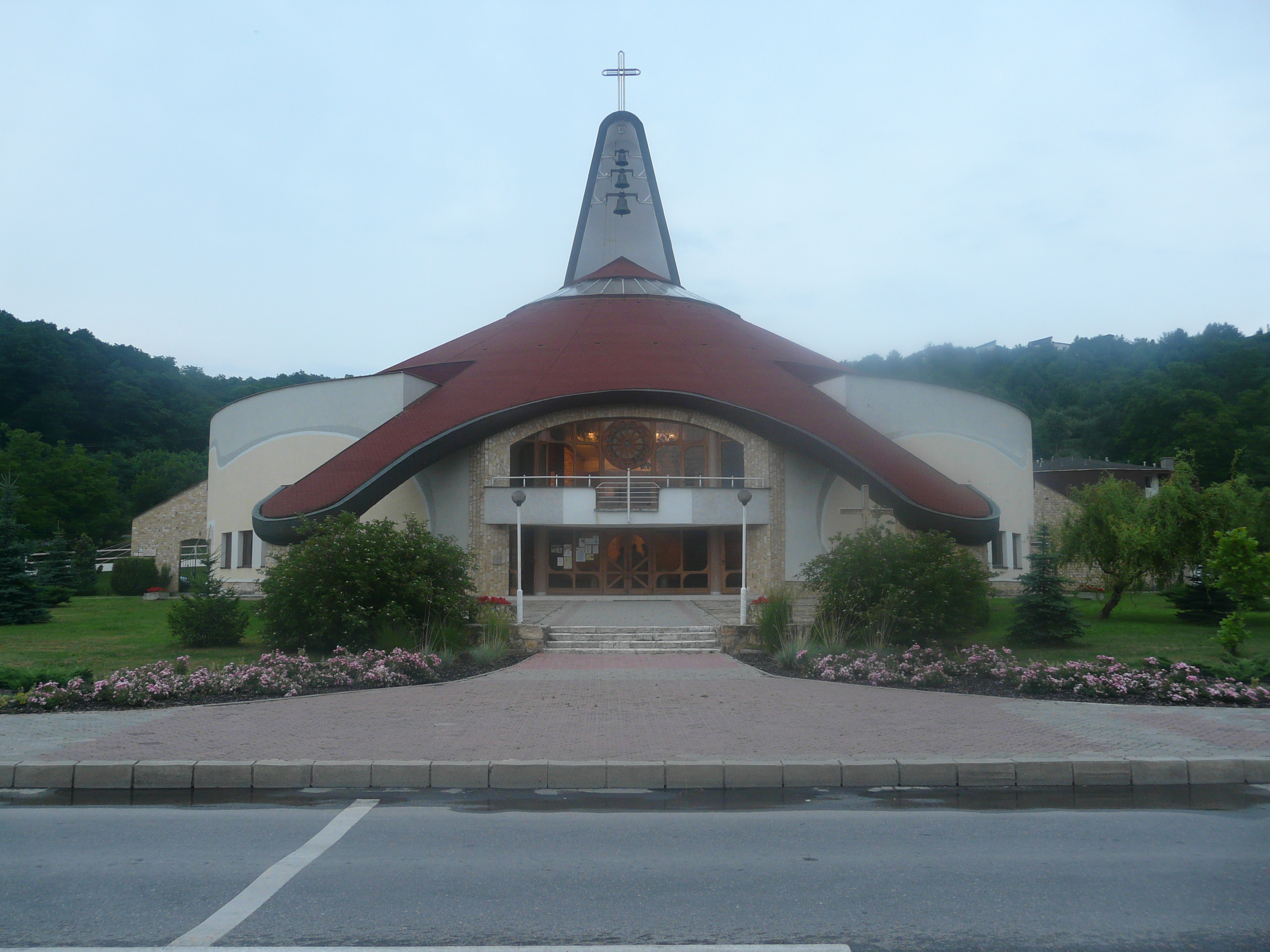
Església Farský
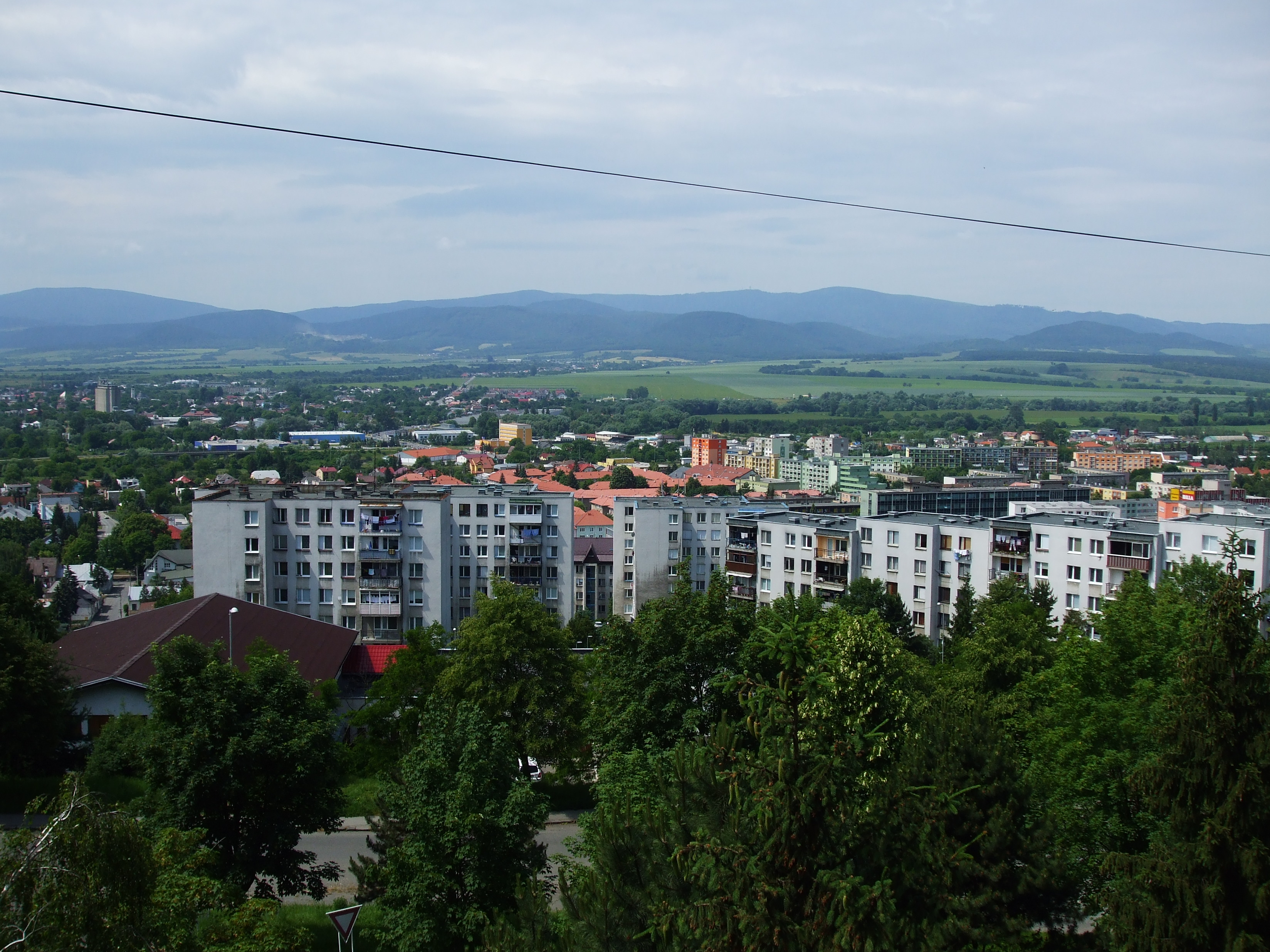
Vista de la ciutat
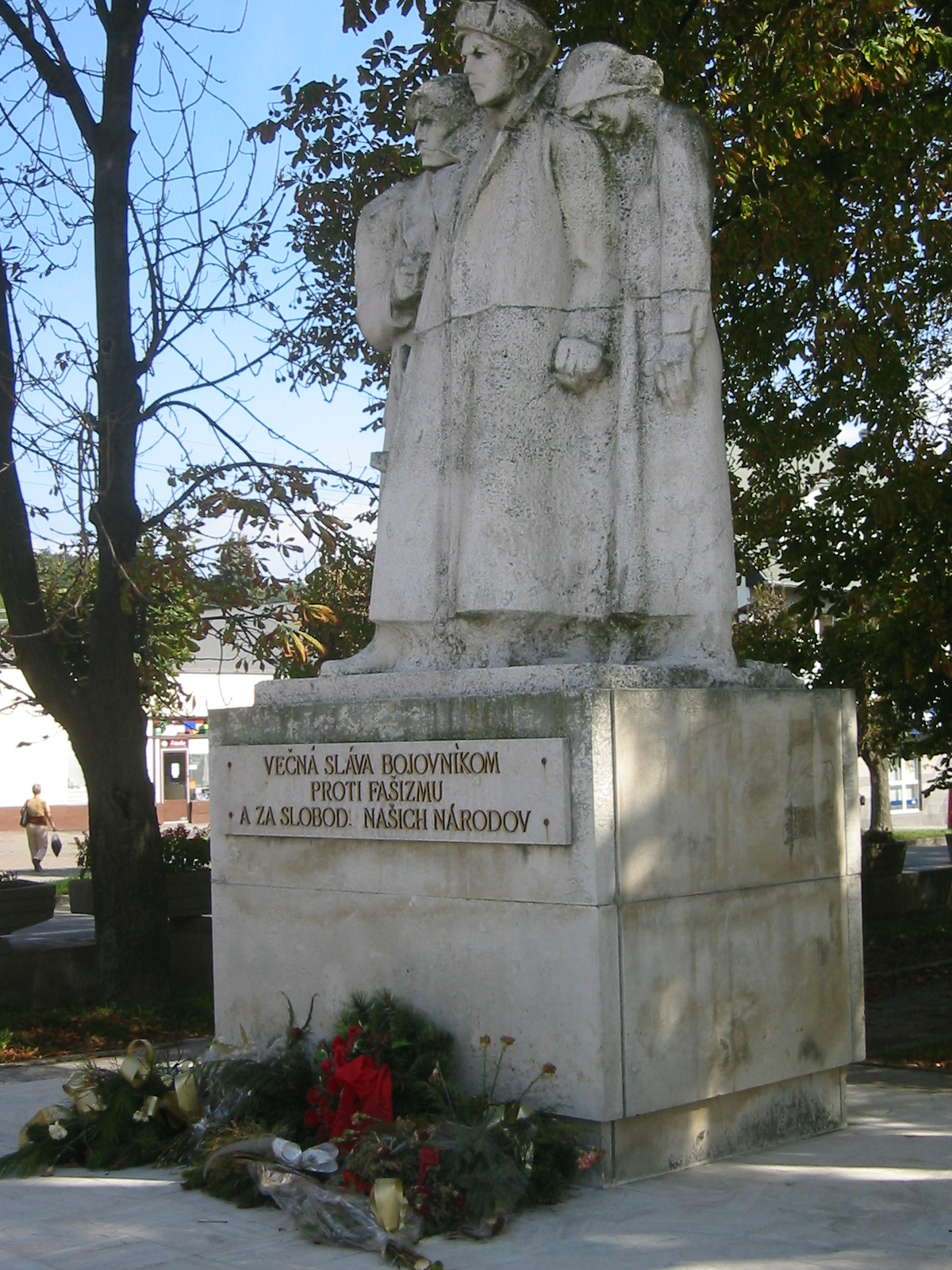
Monument dels lluitadors contra el feixisme
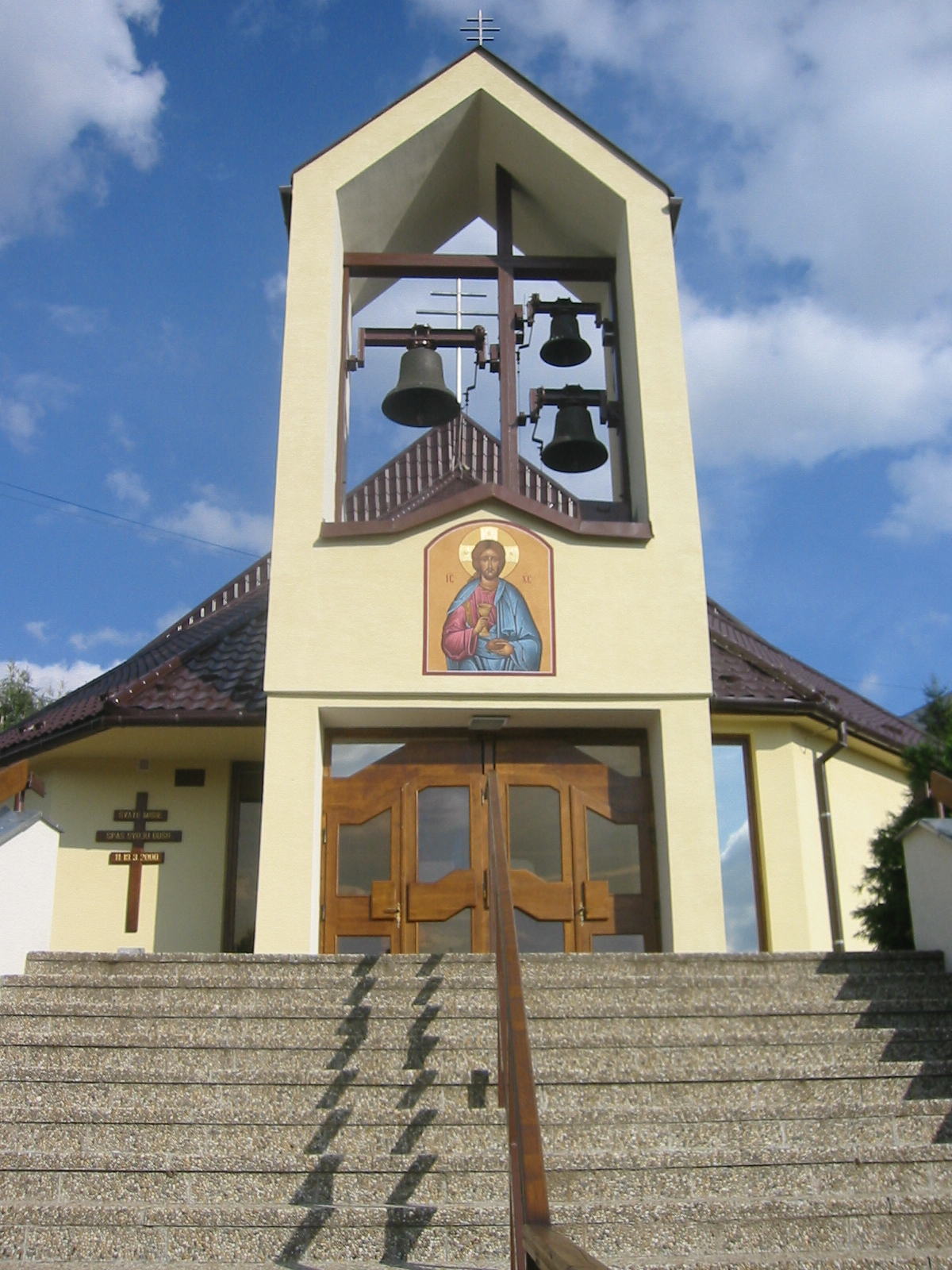
Església grecocatòlica
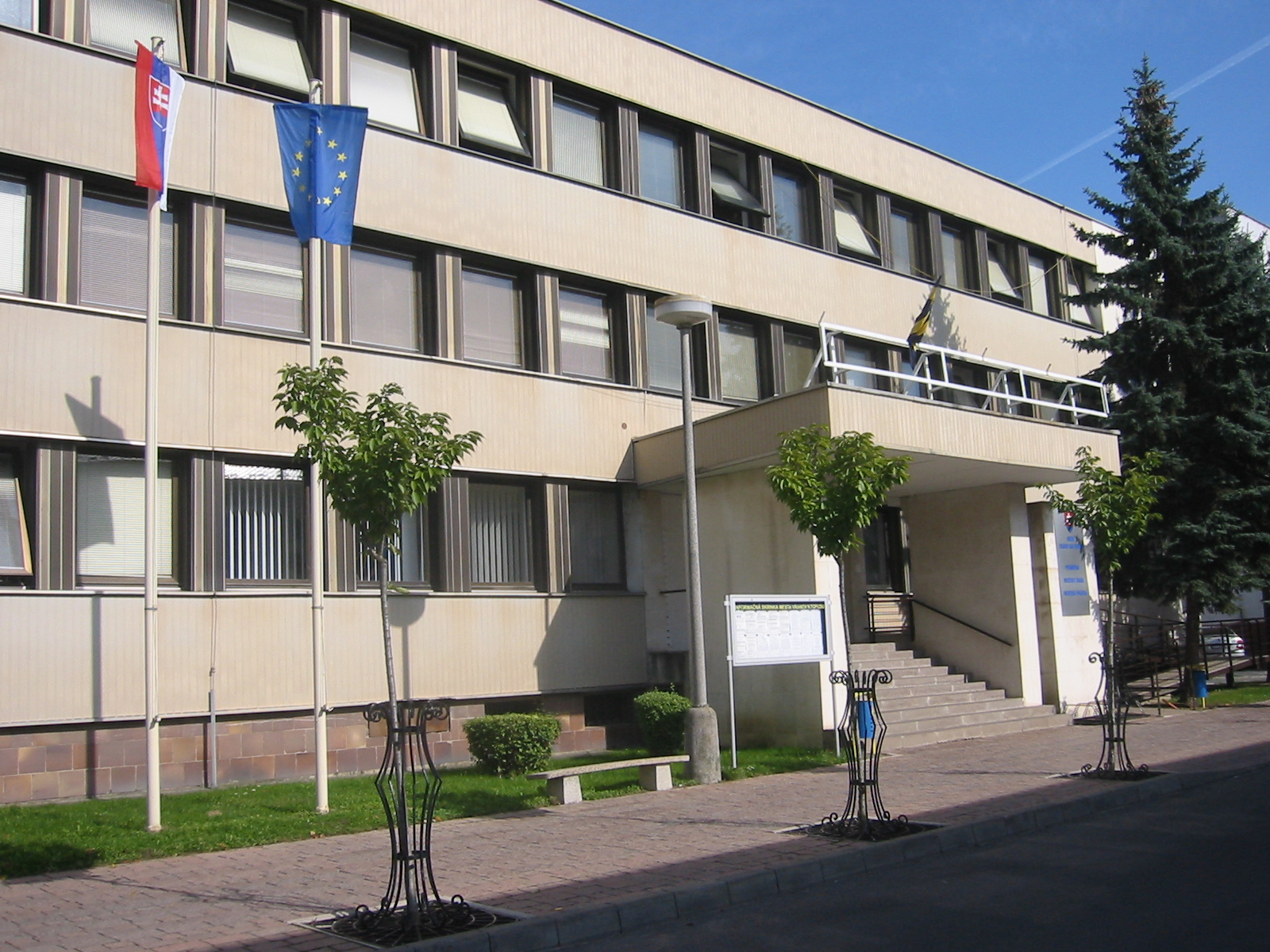
Ajuntament
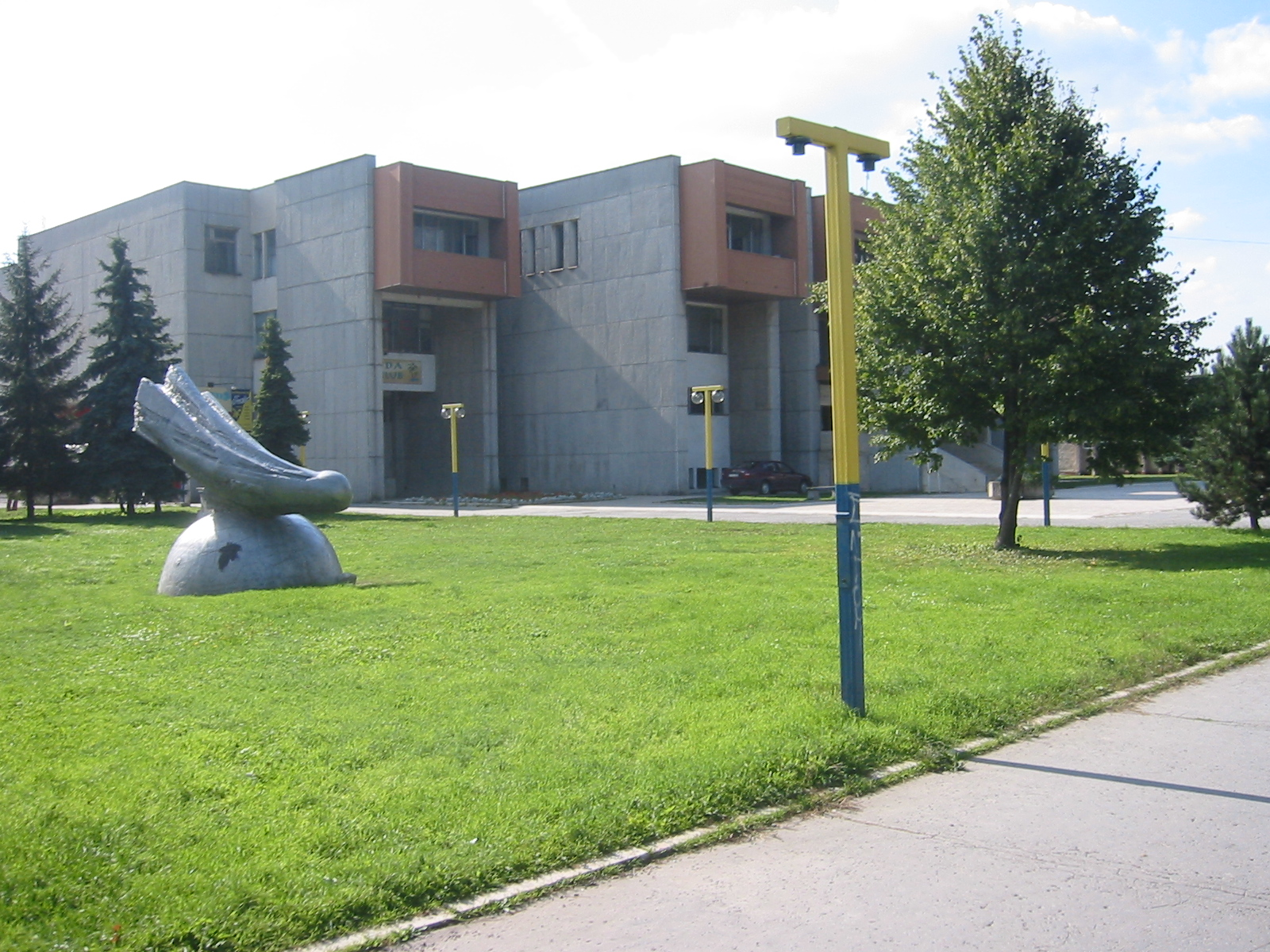
Casa de cultura
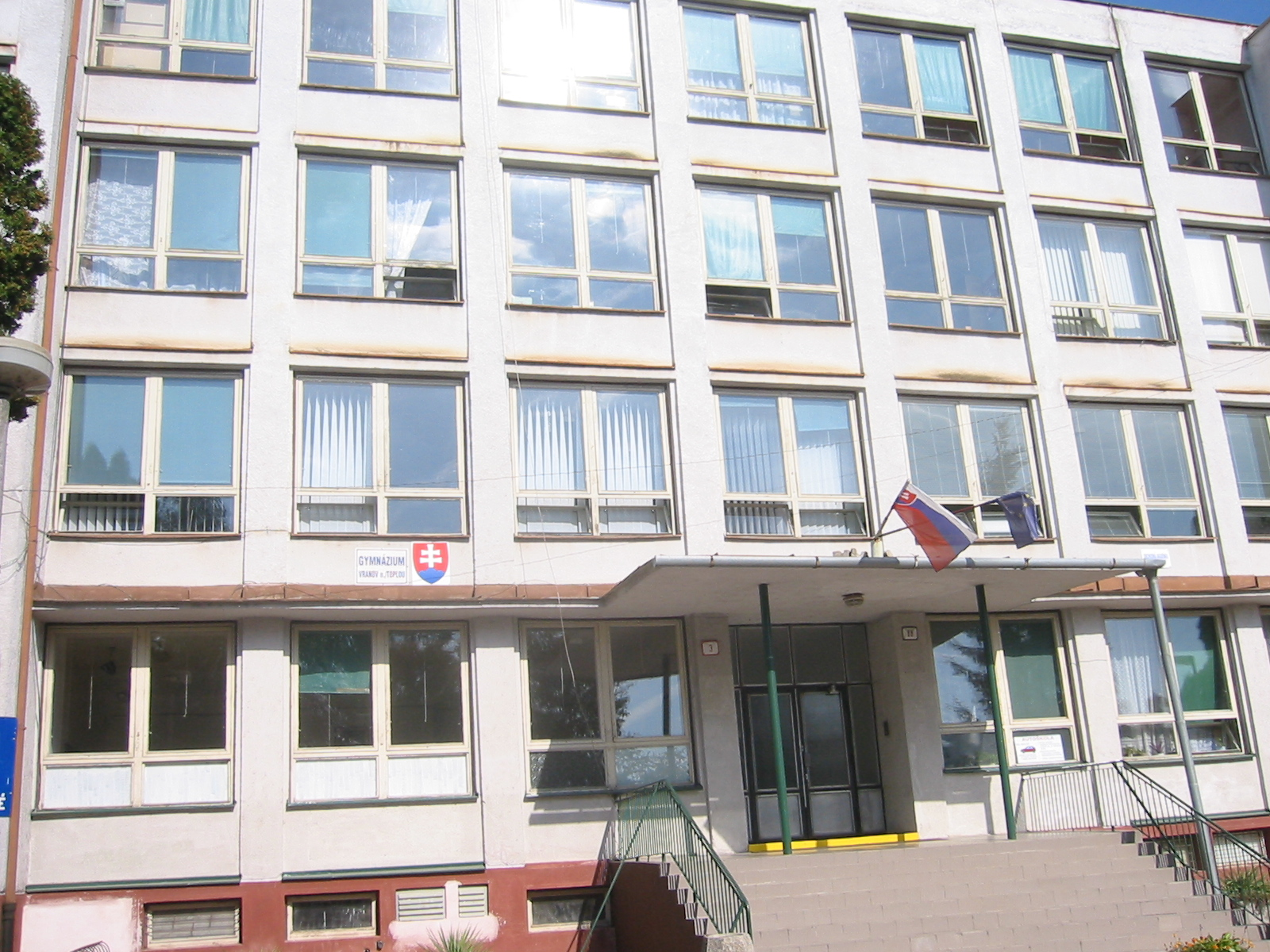
Institut
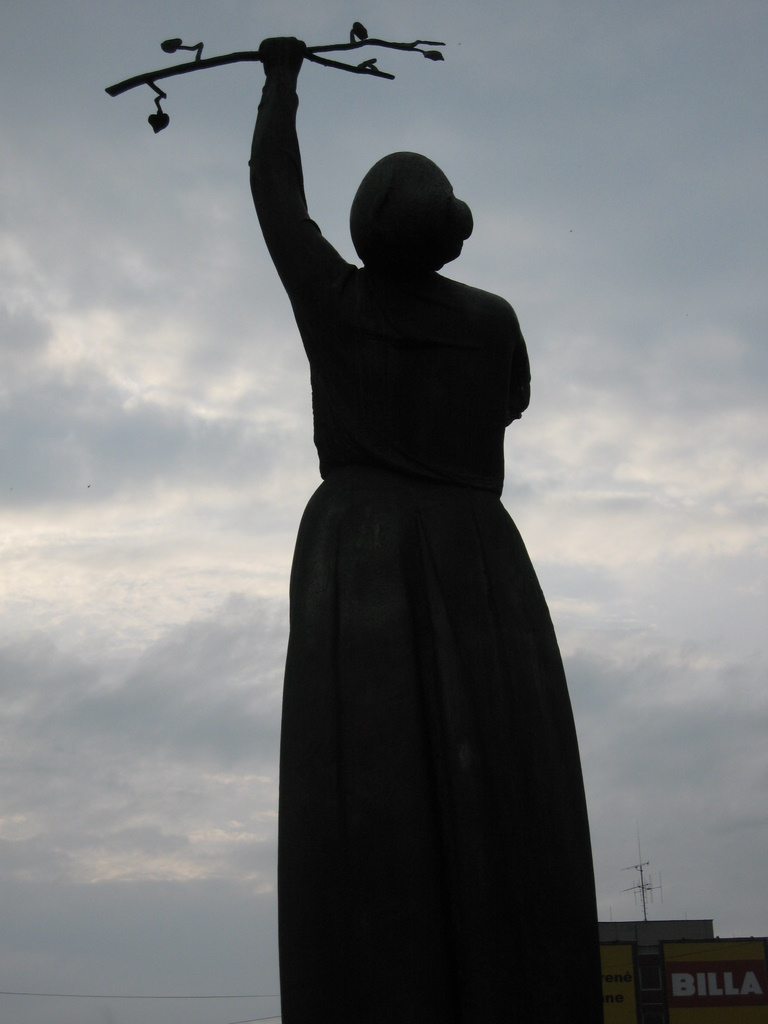
Monument
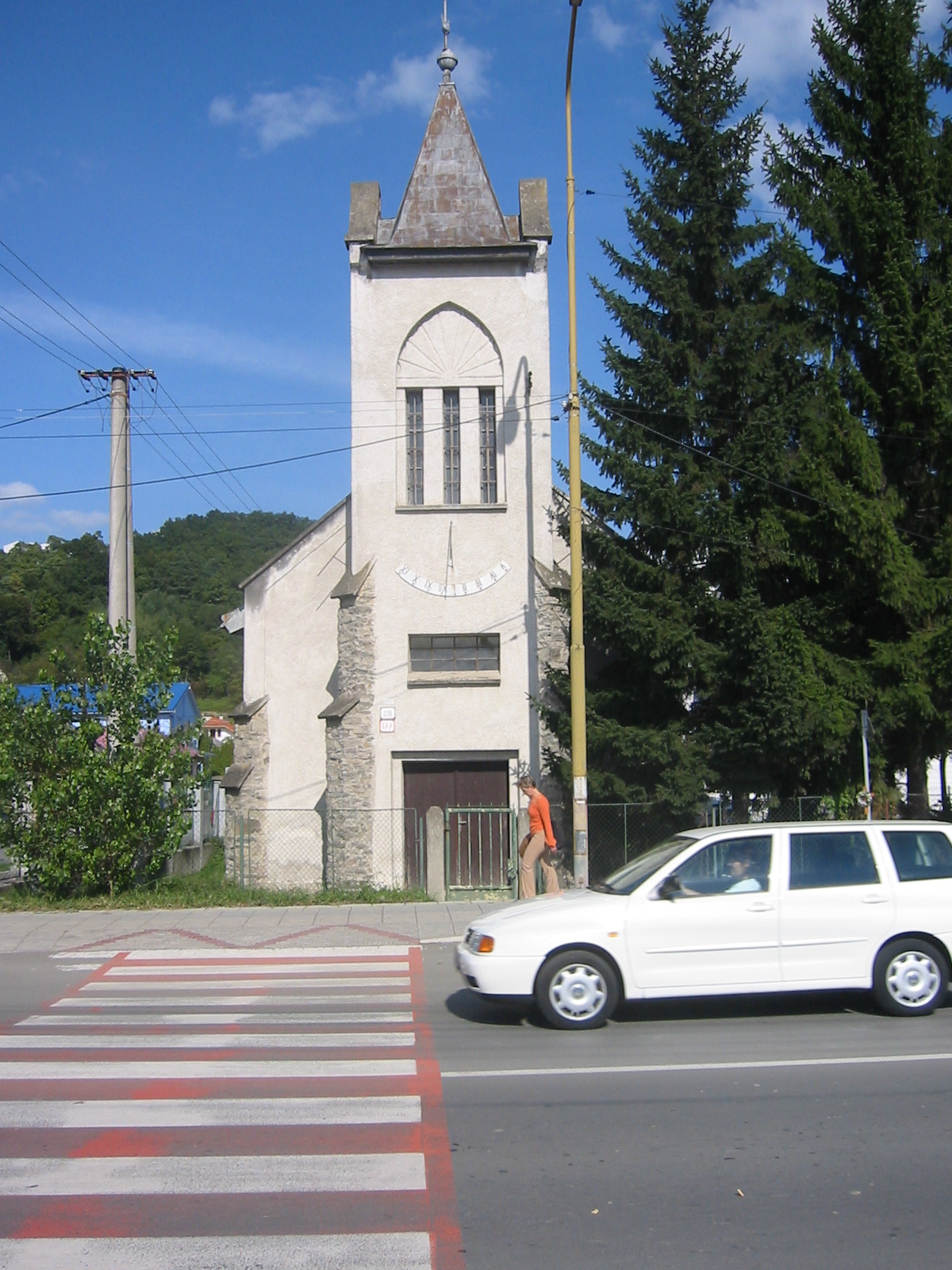
Església calvinística